# Räpina

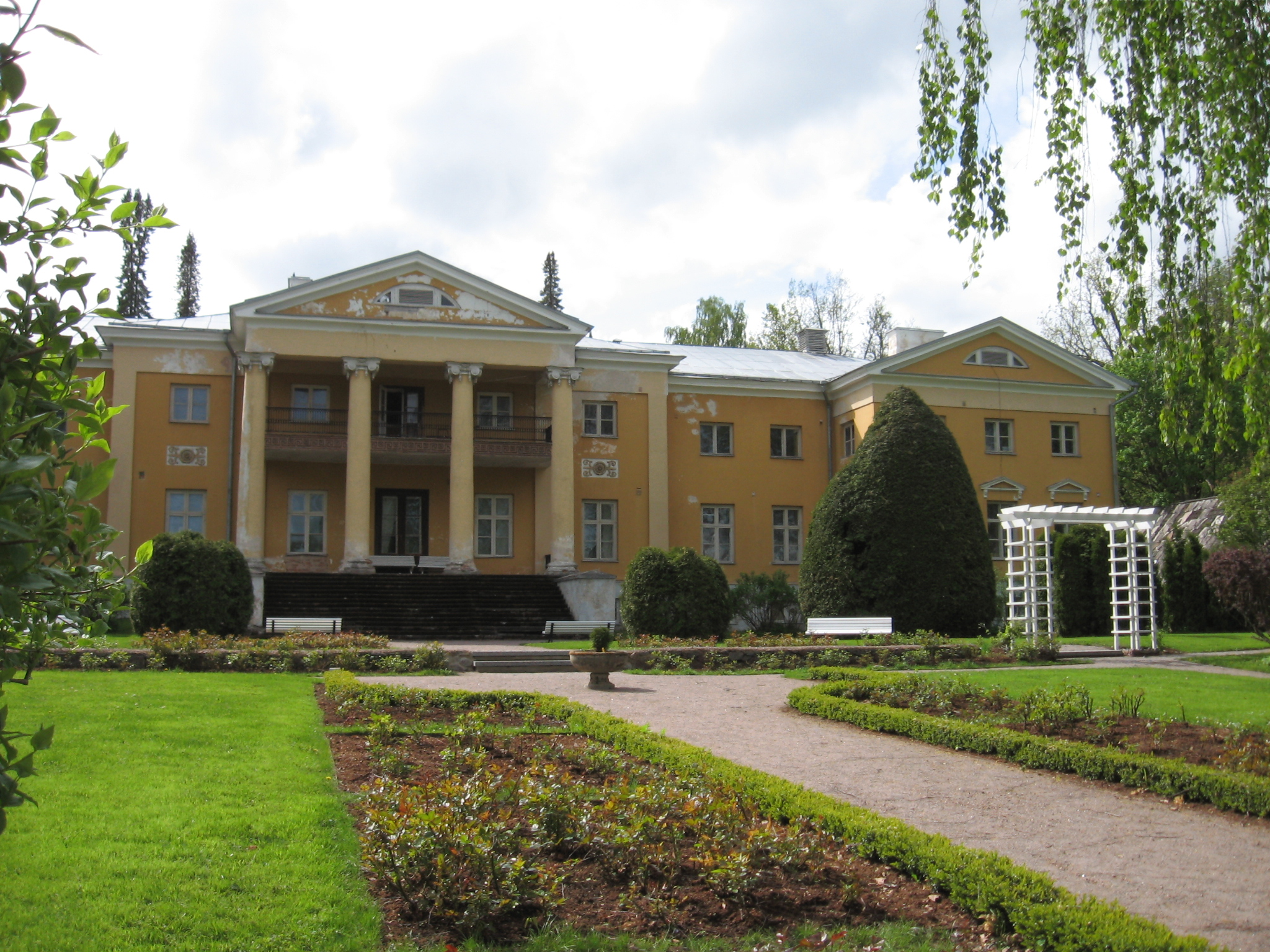
Vue du château de Rappin

Räpina est une ville et le chef-lieu de la commune de Räpina située dans le comté de Põlva en Estonie.

## Géographie
Elle est située sur la Võhandu, à 25 km à l'est de Põlva, près de la rive du lac de Pihkva.

## Histoire
Räpina abrite une usine de papier fondé en 1734.
Appelée du nom allemand de Rappin jusqu'en 1938, la ville est à l'époque soviétique le chef-lieu du raion homonyme entre 1950 et 1961. 

## Démographie
Le 31 décembre 2015, la population s'élevait à 2 235 habitants.

## Sites et monuments
Son château, construit en 1830, est l'un des plus grands d'Estonie. Son église, dédiée à saint Michel, est de style baroque.